# بي 57 (قنبلة نووية)

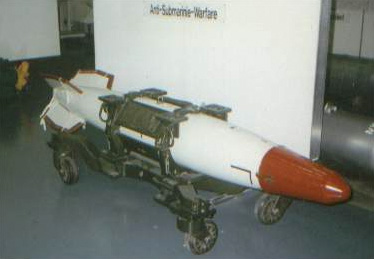
بي 57 (قنبلة نووية)

القنبلة النووية بي 57 هي كانت سلاح نووي تكتيكي طورته الولايات المتحدة أثناء الحرب الباردة.
دخل الإنتاج في عام 1963 باسم مارك 57 وتم تصميم القنبلة لإسقاطها من الطائرات التكتيكية عالية السرعة. طولها 3 أمتار (9 قدم 10 بوصة) ويبلغ قطرها حوالي 37.5 سم (14.75 بوصة) والوزن حوالي 227 كيلوغرام (500 رطل).
تم تجهيز بعض إصدارات القنبلة بمثبطات المظلة لإبطاء نزول القنبلة مما يسمح للطائرة بالهروب من الانفجار على ارتفاعات منخفضة تصل إلى 15 م (50 قدم).
تم إنتاج ستة نسخ من القنبلة من عام 1963 إلى عام 1967. بعد عام 1968 أصبح السلاح معروف باسم بي 57 بدلاً من مارك 57 وتم بناء 3100 قنبلة وتم سحب آخرها في يونيو 1993.